# 黄金桂

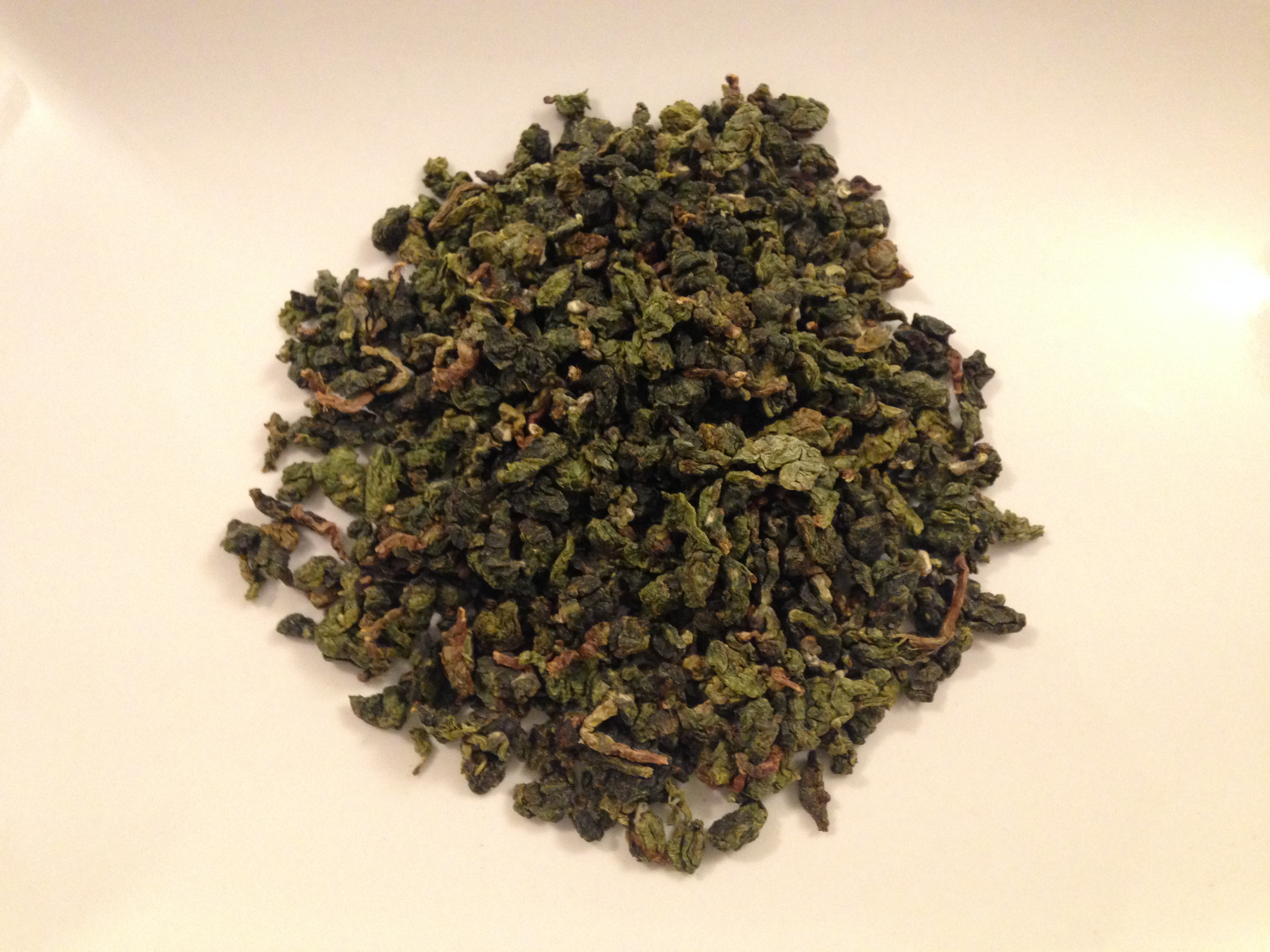

黄金桂是乌龙茶的一种，原产于福建省泉州市安溪县虎邱镇，是乌龙茶的又一极品，仅次于铁观音，是安溪四大名茶之一，因其汤色金黄有奇香似桂花，故名黄金桂。黄金桂在漳州市诏安县县也有产，制成乌龙茶时，香奇味佳，水色金黄，叶底黄亮，同时黄金桂亦可制成绿茶或红茶。
黄金桂原产于福建安溪虎邱美庄村，黄金桂茶叶主产区为虎邱镇的罗岩，以及大坪、金谷、剑斗等乡镇，所以黄金桂产地一般认为是福建安溪。